# به نام پادشاه: داستان محاصره سیاه‌چاله
به نام پادشاه:داستان محاصرهٔ سیاه‌چاله (به انگلیسی: In the Name of the King: A Dungeon Siege Tale) نام فیلم آمریکایی فانتزی و اکشنی می‌باشد که در سال ۲۰۰۸ اکران شد. این فیلم الهام گرفته از بازی ویدئویی با نام محاصره سیاه‌چاله است.

## داستان
داستان فیلم درباره مردی به نام فارمر (جیسون استاتهام) است که کشاورز است و در دهکده‌ای به همراه فرزند، همسرش و خانوادهٔ همسرش زندگی می‌کند. در ادامه با حملهٔ بیگانگان مجبور به دفاع از دهکده‌اش می‌شود و در این راه متوجه می‌شود که پسر شاه است و در واقع شاه آینده اوست .....

## بازیگران
- جیسون استاتهام در نقش فارمر / شاهزاده کامدن کنراد
- لیلی سوبیسکی در نقش موریلا
- جان ریس-دیویس در نقش مریک
- ران پرلمن در نقش نوریک
- کلر فورلانی در نقش سولانا
- کریستانا لوکن در نقش الورا
- متیو لیلارد در نقش دوک فالو
- ری لیوتا در نقش گالیان
- برت رینولدز در نقش پادشاه کنراد
- برایان جی. وایت در نقش فرمانده تاریش
- مایک دوپود در نقش ژنرال باکلر
- ویل ساندرسون در نقش باستین
- تانیا سالنیر در نقش تالوین
- گابریل راس در نقش دلیندا
- ترنس کلی در نقش ترومین
- کالین فورد در نقش زف

## فروش
برای تولید این فیلم بودجه‌ای ۶۰ میلیون دلاری اختصاص یافت که با توجه به فروش کلی این فیلم یک ضرر مالی بزرگ برای سازندگان این فیلم محسوب می‌شود. اووه بول کارگردان و تهیه‌کننده این فیلم نیز اعلام کرد که این فیلم اولین و آخرین فیلم او با بودجهٔ بالا می‌باشد.

## دنباله
به نام پادشاه ۲: دو جهان